# Oskar Österberg
Karl Oskar Österberg, född 11 februari 1885 i Lagga församling, nuvarande Knivsta kommun, Uppsala län, död 3 november 1921 i Uppsala domkyrkoförsamling, Uppsala, var en döv svensk skriftställare, skräddare till yrket. Han utgav 1916 den första beskrivningen av det svenska teckenspråket.

## Biografi
Oskar Österberg föddes som nummer fyra av sex syskon på Kasby herrgård där hans far arbetade som kusk. Vid 5 års 1801 ålder fick han och även hans syskon scharlakansfeber. De två yngsta syskonen dog, medan Oskar miste hörseln, men behöll sin talförmåga. Han fick sin skolgång vid Manilla dövstumskola i Stockholm, där han gick på linjen för talande. Han var studiebegåvad och fick bland annat egen undervisning i matematik.
Efter skolgången arbetade Österberg som skräddare. Han hade inte egen verkstad utan arbetade i sina kunders hem. Han beskrivs som mycket tillbakadragen, var ogift och hade aldrig något eget hem utan bodde hos släktingar. Främst bland dessa var brodern Konrad i Uppsala.
Oskar Österberg dog i tuberkulos vid 36 års ålder. Han är gravsatt i fattiggraven på Uppsala gamla kyrkogård.

## Skriftställarskap
Oskar Österberg medarbetade i Tidning för dövstumma, idag Dövas Tidning.
Den nordiska dövkongressen 1907 i Köpenhamn beslöt att utarbeta ett gemensamt nordiskt teckenspråk. Nationella kommittéer utsågs, och dessa skulle samla in och beskriva tecken som skulle kunna ingå i det gemensamma språket. Österberg menade att det svenska teckenspråket var vackrast och bäst och fick igenom att den svenska kommittén först skulle beskriva sitt eget teckenspråk. Arbetet gick långsamt, och först 1916 publicerades resultatet i boken Teckenspråket.
Österberg har där samlat 380 ord, som åskådliggjordes med fotografier. I inledningen till ordboksdelen hade Österberg samlat sina iakttagelser om språkets struktur, med andra ord dess grammatik. Senare tiders lingvistiska forskning har i många fall bekräftat Österbergs observationer. 
Österberg publicerade 1919 en biografi över den dövblinda amerikanskan Helen Keller (1880–1968). Postumt utgavs 1925 Tystnadens folk. Hans huvudverk, Teckenspråket, utgavs 1992 på nytt i faksimilupplaga. Hans efterlämnade arkiv finns på Uppsala universitetsbibliotek.

## En hyllning
När Brita Bergman 1991 installerades vid Stockholms universitet som den första professorn i teckenspråk, tillägnade hon då sin installationsföreläsning till Oskar Österbergs minne:
"En svensk föregångare till det nutida vetenskapliga studiet av teckenspråk var den döve skräddaren Oskar Österberg, som 1916 gav ut den första boken om svenska teckenspråket, Teckenspråket, i vilken 380 tecken beskrivs bl.a med hjälp av fotografier. I bokens inledning ges talrika prov på Österbergs utomordentliga förmåga att analysera sitt eget, då helt outforskade, språk. Österberg fick dock inte möjlighet att fortsätta sitt pionjärarbete. Han dog 1921 vid 36 års ålder. Den här föreläsningen tillägnas minnet av Oskar Österberg."
Ett rum vid Institutionen för lingvistik på Stockholms universitet har fått namn efter Oskar Österberg.